# Camilla Marzano d'Aragona
Camilla Marzano d'Aragona, detta Covella (XV secolo – 1514), è stata una nobile e letterata italiana, signora consorte di Gradara e Pesaro.

## Biografia
Detta "Covella", era la figlia di Marino Marzano, principe di Rossano e 6º duca di Sessa, e di Eleonora d'Aragona, figlia naturale e legittimata del Re del Regno di Napoli Alfonso V d'Aragona.
Dopo la morte della madre, avvenuta nel 1474, fu educata alla corte di Napoli e il Re Ferrante volle per lei il matrimonio con Costanzo I Sforza, signore di Pesaro, che fu celebrato il 28 maggio 1475. Camilla fu spesso alla guida dello Stato feudale, quando il marito era impegnato nelle condotte militari.
L'ambasciatore estense a Milano Giacomo Trotti la dice "tutta savia e da bene", a onta della perversione delle donne della sua famiglia (Eleonora, sua madre, fu accusata di incesto col proprio stesso fratello Ferrante, mentre la sorella Maria prostituì la figlia Eleonora a Carlo VIII di Francia). L'ambasciatore informa inoltre che Covella andò incontro a due aborti, e perciò non riuscì a dare figli al marito - un figlio morì nel settembre 1480 a soli due mesi.
Alla morte di quest'ultimo, avvenuta il 19 luglio 1483, resse lo Stato feudale insieme al figlio naturale di Costanzo, Giovanni Sforza. In seguito a contrasti con il figliastro, rinunciò il 12 novembre 1489. Il 7 maggio 1490 lasciò Pesaro per il castello di Torricella, già degli Sforza di Pesaro. Qui rimase fino al 1499, quando, persa la protezione degli Sforza a seguito dell'invasione francese del ducato di Milano, dovette abbandonare il castello.
Tornata a Milano nel 1507, vi fece testamento a favore del Duca Massimiliano Sforza il 29 agosto 1514. Morì prima del 6 settembre dello stesso anno, data dell'atto di esecuzione testamentaria.
Si distinse per la conoscenza delle lingue latina, spagnola e francese. Diede ospitalità alla corte di Pesaro all'umanista Pandolfo Collenuccio e al giurista Tommaso Diplovatazio.

## Ascendenza
|                                     |                        |                         | Genitori                           |  |  | Nonni |  |  | Bisnonni        |  |  | Trisnonni       |  |
|                                     |                        |                         |                                    |  |  |       |  |  | Giacomo Marzano |  |  | Roberto Marzano |  |
|                                     |                        |                         |                                    |  |  |       |  |  | Giacomo Marzano |  |  | Roberto Marzano |  |
|                                     |                        | ?                       |                                    |  |  |       |  |  | Giacomo Marzano |  |  |                 |  |
| Giovanni Antonio Marzano            |                        |                         |                                    |  |  |       |  |  | Giacomo Marzano |  |  |                 |  |
|                                     |                        | Caterina Sanseverino    | Ruggero Sanseverino                |  |  |       |  |  |                 |  |  |                 |  |
|                                     |                        | Caterina Sanseverino    | Ruggero Sanseverino                |  |  |       |  |  |                 |  |  |                 |  |
|                                     |                        | Caterina Sanseverino    | Marchesa del Balzo                 |  |  |       |  |  |                 |  |  |                 |  |
| Marino Marzano                      |                        | Caterina Sanseverino    |                                    |  |  |       |  |  |                 |  |  |                 |  |
|                                     |                        | Carlo Ruffo             | Antonio Ruffo                      |  |  |       |  |  |                 |  |  |                 |  |
|                                     |                        | Carlo Ruffo             | Antonio Ruffo                      |  |  |       |  |  |                 |  |  |                 |  |
|                                     |                        | Carlo Ruffo             | Giovanna "Giovannella" Sanseverino |  |  |       |  |  |                 |  |  |                 |  |
| Covella Ruffo                       |                        | Carlo Ruffo             |                                    |  |  |       |  |  |                 |  |  |                 |  |
|                                     |                        | Ceccarella Sanseverino  | Ugo Sanseverino                    |  |  |       |  |  |                 |  |  |                 |  |
|                                     |                        | Ceccarella Sanseverino  | Ugo Sanseverino                    |  |  |       |  |  |                 |  |  |                 |  |
|                                     |                        | Ceccarella Sanseverino  | ?                                  |  |  |       |  |  |                 |  |  |                 |  |
| Camilla "Covella" Marzano d'Aragona |                        | Ceccarella Sanseverino  |                                    |  |  |       |  |  |                 |  |  |                 |  |
|                                     | Ferdinando I d'Aragona | Giovanni I di Castiglia |                                    |  |  |       |  |  |                 |  |  |                 |  |
|                                     | Ferdinando I d'Aragona | Giovanni I di Castiglia |                                    |  |  |       |  |  |                 |  |  |                 |  |
|                                     | Ferdinando I d'Aragona | Eleonora d'Aragona      |                                    |  |  |       |  |  |                 |  |  |                 |  |
| Alfonso V d'Aragona                 | Ferdinando I d'Aragona |                         |                                    |  |  |       |  |  |                 |  |  |                 |  |
|                                     |                        | Eleonora d'Alburquerque | Sancho d'Alburquerque              |  |  |       |  |  |                 |  |  |                 |  |
|                                     |                        | Eleonora d'Alburquerque | Sancho d'Alburquerque              |  |  |       |  |  |                 |  |  |                 |  |
|                                     |                        | Eleonora d'Alburquerque | Beatrice del Portogallo            |  |  |       |  |  |                 |  |  |                 |  |
| Eleonora d'Aragona                  |                        | Eleonora d'Alburquerque |                                    |  |  |       |  |  |                 |  |  |                 |  |
|                                     |                        | ?                       | ?                                  |  |  |       |  |  |                 |  |  |                 |  |
|                                     |                        | ?                       | ?                                  |  |  |       |  |  |                 |  |  |                 |  |
|                                     |                        | ?                       | ?                                  |  |  |       |  |  |                 |  |  |                 |  |
| Gueraldona Carlino                  |                        | ?                       |                                    |  |  |       |  |  |                 |  |  |                 |  |
|                                     |                        | ?                       | ?                                  |  |  |       |  |  |                 |  |  |                 |  |
|                                     |                        | ?                       | ?                                  |  |  |       |  |  |                 |  |  |                 |  |
|                                     |                        | ?                       | ?                                  |  |  |       |  |  |                 |  |  |                 |  |
|                                     |                        | ?                       |                                    |  |  |       |  |  |                 |  |  |                 |  |